# Locomotiva SNCF BB 12000
Le BB 12000 sono un gruppo di locomotive elettriche a cabina centrale funzionanti a corrente alternata monofase a 25 kV – 50 Hz, progenitrici di una tecnica che sarà poi adottata dalle locomotive della SNCF.

## Origini del gruppo

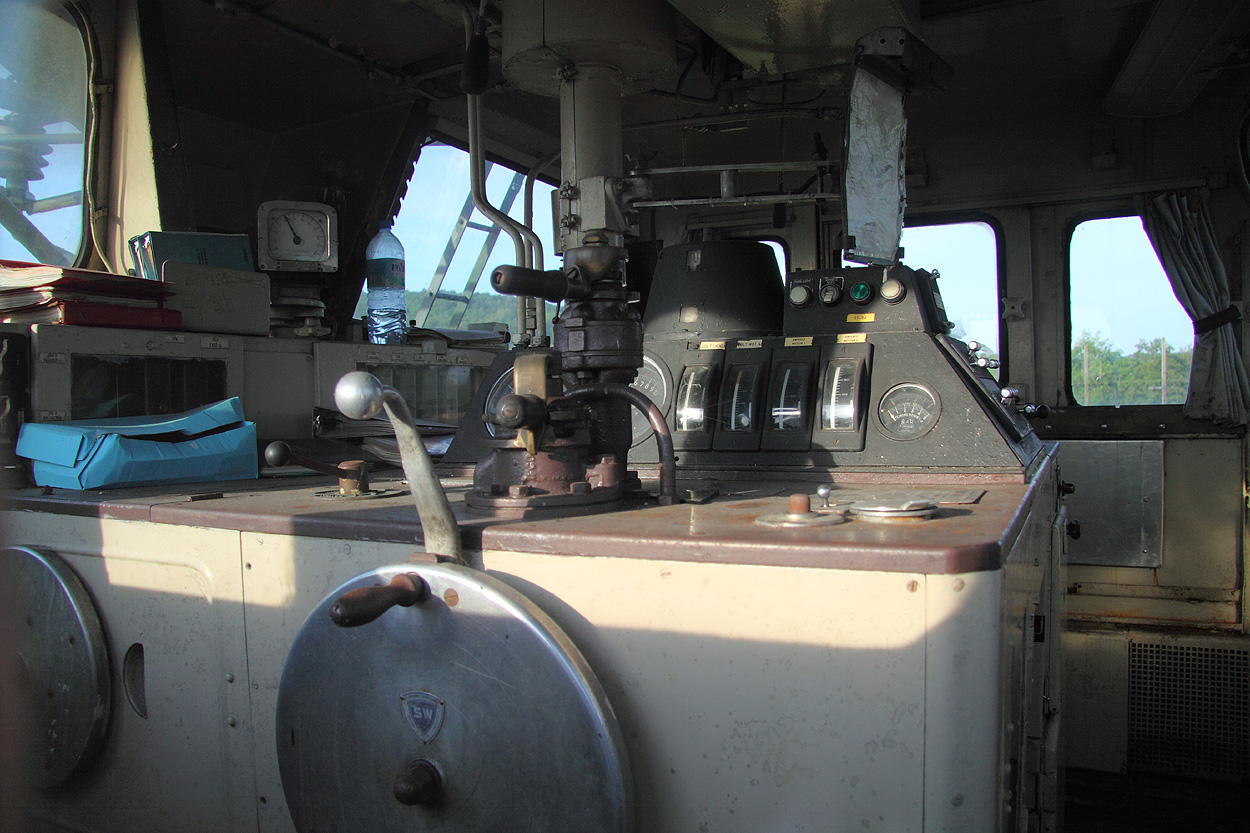
La cabina di guida con il manipolatore di trazione che ha determinato il soprannome di coupe-jambon (affetta prosciutto)

Le BB 12000 costituiscono con i gruppi BB 13000, CC 14000 e CC 14100 la prima generazione di locomotive elettriche a 25 kV – 50 Hz sviluppate a seguito della sperimentazione della trazione con corrente a frequenza industriale in Alta Savoia. La SNCF demandò infatti a diverse società lo sviluppo di differenti sistemi di motorizzazione per questi quattro gruppi di macchine, per valutare quale sarebbe stata la soluzione migliore. 
Le BB 12000, studiate da Schneider-Westinghouse utilizzano il seguente sistema: la tensione monofase a 25 kV – 50 Hz prelevata dal pantografo viene regolata con un autotrasformatore prima di essere applicata al trasformatore principale che la abbassa fino a 750 V. La corrente viene quindi raddrizzata con un ponte a 4 ignitroni per alimentare infine i 4 motori di trazione a corrente continua eccitati in serie. Questa configurazione elettrica apportava il vantaggio supplementare dell'antislittamento: infatti se un asse iniziava a slittare, la coppia del motore interessato diminuiva favorendo la ripresa dell'aderenza. 
In occasione di prove pubbliche, una BB 12000 spuntò un treno di 2145 tonnellate su una livelletta dell'11‰. 
Successivamente su alcune macchine gli ignitroni furono rimpiazzati da raddrizzatori al silicio, aumentando ancora le loro già eccellenti prestazioni.
Ogni macchina del gruppo ha effettuato in media 5 milioni di chilometri prima di essere ritirata dal servizio. 
Il sistema di alimentazione è stato in seguito utilizzato sulle macchine monofasi delle generazioni successive: BB 16000, BB 16500, CC 21000…
Costruite in 148 esemplari per la SNCF a partire dal 1954, queste locomotive a cabina centrale devono il soprannome fers à repasser (ferri da stiro) al loro profilo caratteristico. Alcuni ferrovieri le chiamavano coupe-jambon (affetta prosciutto) per il manipolatore di trazione che assomigliava alla ruota delle affettatrici di prosciutto ad azionamento manuale.

## Costruttori, date di ordine e di consegna
| Gruppo         | Quantità | Data di ordine | Costruttori         | Data di consegna |
| BB 12001÷12005 | 5        | 13/08/1952     | SFAC - SW           | 1954-1955        |
| BB 12006÷12014 | 9        | 23/01/1954     | SFAC - SW           | 1955-1956        |
| BB 12015÷12034 | 20       | 22/04/1955     | SFAC - SW           | 1956-1957        |
| BB 12035÷12052 | 18       | 22/04/1955     | Alsthom - SW        | 1957-1958        |
| BB 12053÷12064 | 12       | 15/12/1955     | Alsthom - SW        | 1958             |
| BB 12065÷12104 | 40       | 15/12/1955     | SFAC - SW - Jeumont | 1957-1960        |
| BB 12105÷12113 | 9        | 9/05/1956      | SFAC - SW - Jeumont | 1958             |
| BB-12114÷12148 | 35       | 3/11/1958      | SFAC - SW - Jeumont | 1960-1961        |

## Servizi
Le BB 12000 sono entrate inizialmente in servizio sulla trasversale nord-est Valenciennes-Thionville in occasione della sua elettrificazione a corrente industriale a 25 kV – 50 Hz, tanto sui treni viaggiatori (locali ed espressi) che sui treni merci.
L'estendersi delle elettrificazioni delle reti del Nord e dell'Est fece sì che il loro dominio si estendesse progressivamente, ma l'arrivo di locomotive più moderne e veloci, come le BB 16500 e soprattutto BB 16000, restrinse la loro attività alla sola trazione di treni merci.
La loro rimarchevole concezione, come pure la buona tenuta del traffico merci alla fine degli anni 1990 consentì l'allungamento della loro vita utile. Le ultime macchine di questo gruppo furono radiate nel gennaio 2000.

## Particolarità
- Le BB 12001÷12005 vennero consegnate con un riduttore con un rapporto di trasmissione che permetteva la velocità massima di 140 km/h. Questa serie fu poi equipaggiata con un riduttore standard in occasione di successive operazioni di manutenzione, unificando la velocità massima a 120 km/h con il resto del gruppo (aumentando così lo sforzo di trazione al gancio).
- A inizio carriera, per un paio di decenni dal 1961, le BB 12000 delle reti Est e Nord vennero distaccate a Annemasse per effettuare rinforzi in Savoia.
- Le BB 12131 e 12141 del deposito di Thionville furono noleggiate alle Ferrovie Rumene (CFR) dal 30 aprile al 30 giugno 1963.

## Linee su cui prestarono servizio
- La quasi totalità delle linee elettrificate a 25 kV delle reti Nord ed Est, con l'eccezione delle linee di banlieue
- La Roche-sur-Foron - Saint-Gervais (viaggiatori e merci)
- Aix-les-Bains - Annecy - La Roche-sur-Foron - Annemasse (viaggiatori e merci)
- Dole - Belfort
- Dole - Vallorbe
- Frasne - Pontarlier
- Achères - Le-Havre
- Amiens - Sotteville
- Achères - Creil
- Bréauté-Beuzeville - Gravenchon-Port-Jérôme
- Gran cintura Nord-Est di Parigi.

(lista non esaustiva)

## Depositi di assegnazione
- Aulnoye (BB 12093 assegnazione provvisori dal 1972 al 1973, macchina incidentata).
- Annemasse (distaccamento di locomotive dell'Est e del Nord per 2 decenni dal 1961).
- Dole (BB 12035÷BB 12047 dal 1958 al 1963, poi trasferite a Thionville nel 1963).
- La Chapelle (due unità, tra cui la BB 12113 proveniente da Lens, poi trasferite nel 1963 una a Thionville, l'altra a Lens).
- Lens (dal 1956 al 1999, ultimo deposito a possedere questo tipo di locomotiva).
- Mohon (dal 1954 al 1994, primo deposito a ricevere questo tipo di locomotiva[1]).
- Strasbourg (dal 1956 al 1959, poi trasferite a Thionville).
- Thionville (dal 1956 al 1991).
- Valenciennes (BB 12071÷12078 nel 1956).

## Macchine conservate (2013)

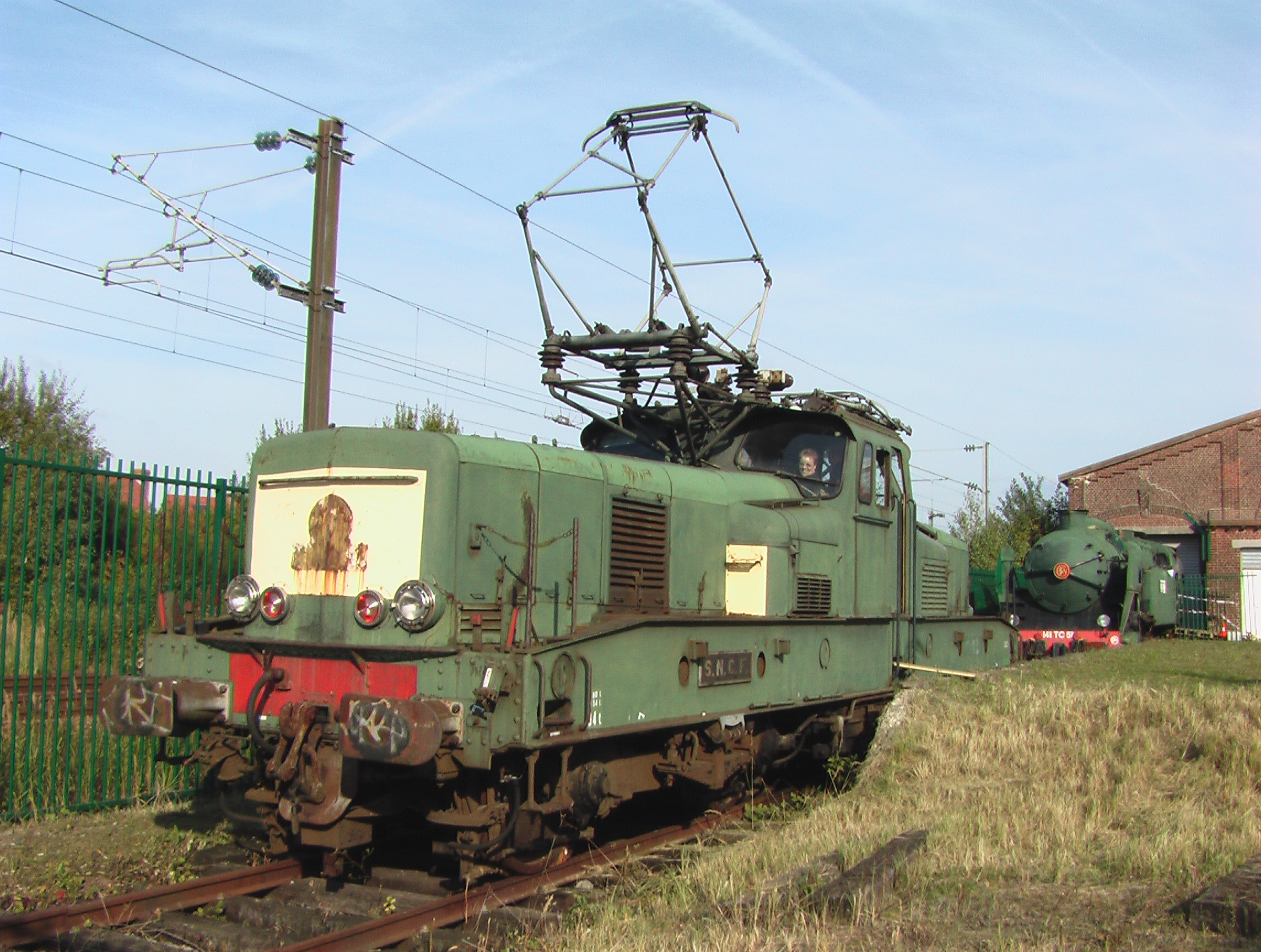
BB 12004 ad Ascq

- BB 12004, ricoverata a Ascq, preservata dalla AAATV di Lilla.
- BB 12032, esposta a Méricourt (Pas-de-Calais).
- BB 12035, su questa macchina non esistono informazioni certe: si sente talvolta dire che è conservata dall'associazione VVT (Vapeur du Val de Travers, in Svizzera), ma sembra piuttosto che sia parcheggiata a Pontarlier, grazie al CFTPV (Chemin de Fer Touristique Pontarlier-Vallorbe), chiamato anche Coni'fer.
- BB 12068, a Oignies, conservata in livrea originale dal CMCF.
- BB 12069, ricoverata a Creusot.
- BB 12083, a Petite-Rosselle (Musée de la Mine).
- BB 12087, a Nouvion-sur-Meuse (monumento).
- BB 12114, Municipio di Conflans (Meurthe-et-Moselle), esposta nella zona commerciale della Val de l'Orne, a fianco della CC 14161.
- BB 12120, a Treignes (Chemin de fer des Trois Vallées, in Belgio.
- BB 12125, nella Cité du train di Mulhouse.

## Modellismo
- Questa locomotiva è stata riprodotta in H0 dalle case SMCF, Hornby-AcHO, Jouef, Fleischmann, Märklin e Trix.

La locomotiva reprodotta da Meccano Hornby-Acho in H0 con il numero di catalogo 6390 (nel 1963) era la BB 12061 "Valenciennes-Thionville", in livrea blu, poi in livres 
verde con il numero di catalogo 6391. 
La marca Meccano Hornby-Acho non esiste più dal 1973 (circa), ma è stata ripresa da Triang.